# Власотиначки срез
Власотиначки срез је био административна јединица на југоистоку Србије.
Основан је по ослобођењу од Турака 1878. године и као администатривна институција трајала је до 1941. године.

### Административна организација среза
Срез је у том времену имао следеће општине: бродску, грделичку, горњоорашку, дејанску, дадиначку, добровишку, допропољску, конопничку, крушевачку, каланску, лопушњанску, орашачку, присјанску, рупску, равнодубравску, свођанску, црнотравску, шишавачку и власотиначку.
Срез се на северу граничио са заплањским срезом, на западу се граничио са лесковачким (долином Јужне Мораве), на југу са пољаничким и масуричким и на истоку са лужничким срезом. На релацији село Преслап-Мала тумба (1327 m) граница власотиначког среза је била идентична са државном границом према Бугарској.
Између два рата, срез је прво припадао Врањском округу. Увођењем области 1922, одвојен је и припао Нишкој области. Завођењем бановина 1929. поново је оријентисан ка југу, укључењем у Вардарску бановину, са средиштем у Скопљу.

### Рељефске, вегетацијске и рејонске специфичности у срезу
Територија среза је била обилна речицама и потоцима, јер је то био шумовит крај са буковом шумом. 
Од свих речица и потока, највећа је река Власина која има извор из Власотиначког блата (сада Власинског језера-направљено после Другог светског рата), која се улива у Јужну Мораву код села Стајковца. На обалама ове реке налазио се велики број насеља као: Црна Трава, Брод, Тегошница, Горњи Орах, Свође, Доњи Дејан, Крушевица, Бољаре, Манастириште, Власотинце, Конопница, Батуловце и село Стајковце.
Река Власина до свога ушћа има и притоке: Чемерница код Црне Траве, Градска код Састав Реке, Лужница (Љуберађа) код села Свође, Пуста код села Доњи Дејан, Бистрица код села Доњи Дејан и Раставница испред села Бољаре.
Између реке Власине и Јузне Мораве тече двоимена река: до села Градиште Рупска, а од села Градишта до ушћа (код Грделице) у Јужну Мораву, Козарачка река. Десном обалом ове реке (узводно) до села Градишта у том времену је био проходан пут, а од Градишта до села Рупље ишло се коњском стазом.
У том времену долином реке Власине био је пут трећег реда, који се код села Свође рачвао према Црној Трави и Бабушници, а код села Тегошнице, из Свођа од Власотинца, се преко преко планинског масива Тумба (1377 m), колским и коњским путем стизало до Трнске (Знепољске) котлине у Бугарској.
Територија бившег власотиначког среза је била већим делом брдско-планинска, са планинским врховима: Чемерник (1638 m), Црквена Плана (1721 m), Тумба (1277 m), Острозуб (1545 m), Букова Глава (1339), Морич (877 m), Крушевица (800 m), Вита Крушка (913 m), Липовица (645 m) и Косовица (476 m).
У доњем делу простирало се власотиначко виногорје, средином поља овог подручја води пут за Лесковац, а јужном ивицом пут за Грделицу. Власотинце преко села Средор и Равне Дубраве било је повезано са Заплањем и са Нишом.

### Економски аспекти среза
Власотиначки срез у целини је био неразвијен. У брдско планинском делу су се људи бавили сточарством, Црнотравци и околна села су се бавили дунђерским и зидарским занатом и ишли у печалбу. Поред ових заната у селима је постојало и цигларско-ћеремиџијско печалбарство, где се ишло чак у Влашко да се ручно израђује цигла, бибер-цреп и ћерамида. Од заната, на селу су махом били развијени терзијски занат, ћурчијски, опанчарски, ковачки, поткивачки, длакарски и други занати. У селима поред реке Власине и осталих притока имале воденице поточаре и ваљавице, које су ваљале грубо вунено сукно (класње) од вуне оваца и од њега су се шиле цаксире и одела за мушкарце. Жене су поред послова у кући и у пољу, преле, ткале на разбојима и спремале дар младим девојкама за удају.
Што се тиче цигларско-ћеремиџиског заната (у многим селима-попут у село Преданца и после Другог светског рата су радиле ћеремиџилнице за израду бибер црепа) су се највише бавили сељаци у селима: Свође, Борин Дол, Горњи Орах, Дејан, Крушевица, Црнатово, Црна Бара, Шишава, Конопница, Ладовица и Орашје, а зидарско-дунђерским занатом у делу среза: Црна Трава, Рупље, Брод, Дарковце, Јабуковик, Кална и другим местима. У самом Власотинцу је поред кројача, терзија, поткивача, кујунџија, абаџија, казанџија, било и других заната. 
Од индустрије је било гајтара у Власотинцу и селу Козару, фабрика штофова у Грделици и млин и циглану у Власотинцу.
Власотинце је, некада варошица, а затим град, било највеће насеље и уједно администартивно-политички и економски центар среза. Власотинце је 1941. године уочи Другог светског рата имало око 6.000 становника.